# Rezervația naturală Rdeiski
Rezervația naturală Rdeiski (în rusă Рдейский заповедник, transliterat: Rdeiski zapovednik) este o rezervație naturală (zapovednik⁠(d)) din nord-vestul Rusiei, situată în raioanele Poddorski⁠(d) și Holmski⁠(d) din regiunea Novgorod, în sistemul de mlaștini Polist-Lovat, la aproximativ 180 km sud-est de orașul Pskov. A fost înființată la 25 mai 1994, cu scopul de a proteja ecosistemele de turbării ridicate⁠(d) din nord-vestul Rusiei.

## Geografie
Teritoriul rezervației este o suprafață alungită de la sud-est la nord-vest adiacentă graniței dintre regiunile Novgorod și Pskov. În regiunea Pskov, se contopește cu rezervația naturală Polistovski.
Rezervația naturală Rdeiski se află în bazinele hidrografice ale râurilor Lovat⁠(d) și Polist⁠(d), deși niciunul din ele nu curge propriu-zis prin rezervație. Lacul Rdeiskoe din nord-vestul rezervației, al cărui țărm este amplasat parțial în aceasta, este sursa râului Redia⁠(d), un important afluent de stânga al râului Lovat.

## Istorie
Pe teritoriul rezervației nu este amplasată nicio așezare omenească, însă în trecut ele existau, ultimul sat supraviețuind până la cel de-al Doilea Război Mondial. Satele erau situate pe insule în mijlocul mlaștinii, iar locuitorii făceau cherestea. Producția de cherestea a continuat la scară mică și în perioada postbelică, dar zona era prea izolată pentru a avea populații permanente. Nu s-au efectuat niciodată lucrări de irigații în zonă, iar turbăriile ridicate au rămas intacte. În 1994, au fost înființate rezervațiile naturale Rdeiski și Polistovski pentru a proteja zona.

## Ecoregiune și climă
Rezervația este situată la sudul ecoregiunii taiga scandinavă și rusă⁠(d), care se situează între tundră (spre nord) și păduri temperate mixte (spre sud). Climatul este continental umed cu veri blânde și precipitații pe tot parcursul anului (clasificarea climatică Köppen Dfb), caracterizat de fluctuații mari de temperatură, atât în cursul zilei, cât și sezonier, cu veri blânde și ierni reci și înzăpezite.

## Floră
Zona este alcătuită în mare parte din turbării ridicate⁠(d). Pe insulele din mlaștină cresc păduri: de conifere cu molid și de foioase cu stejar și tei ca specii edificatoare. Mesteacănul și plopul au apărut în arboretul derivat. În rezervație au fost identificate aproximativ 400 de specii de plante.

## Faună
În rezervație viețuiește nurca europeană, o specie de mamifer cu risc critic de dispariție. Rezervația găzduiește cea mai mare populație de culic mare⁠(d) (Numenius arquata) din Europa.